# Liopasia apicenotata
Liopasia apicenotata là một loài bướm đêm trong họ Crambidae.